# Wytze Russchen
Wytze Russchen (Drachten, 22 december 1970) is een voormalig Nederlands lobbyist in Brussel. Hij schreef hierover diverse boeken.

## Leven en werk
Russchen studeerde Internationale Betrekkingen en Organisatie aan de Rijksuniversiteit Groningen. Al tijdens en na zijn studie ging hij aan de slag in het Europees Parlement in Brussel en Straatsburg, eerst als medewerker bij de liberale eurofractie (ALDE) en later als politieke rechterhand van wijlen Willy De Clercq. Hij ondersteunde de gewezen vice-premier van België, Europees Commissaris en Minister van Staat ruim drie jaar in zijn rol als voorzitter van de commissie internationale handel en daarna van de commissie juridische zaken en interne markt in het parlement.
In 1999 werd hij woordvoerder en lobbyist bij BusinessEurope, de Europese werkgeverskoepel. Twee jaar later trad hij in dienst bij werkgeversvereniging VNO-NCW te Den Haag met communicatie en public affairs in zijn portefeuille. In 2004 keerde hij terug naar Brussel om daar als Senior Secretaris Europese Zaken het Nederlandse voorzitterschap van de Europese Raad te coördineren. In 2005 deed hij ditzelfde tijdens het EU-voorzitterschap van Luxemburg, maar dan gedetacheerd bij de Luxemburgse werkgevers. In 1999 en in 2004 was hij kandidaat voor het Europees Parlement (VVD). In 2006 was hij kandidaat voor het Brusselse parlement (Open Vld).
Russchen was oprichter van onder andere Dutch Network Brussels, Politiek Café Brussel, Crazy Orange, oud-voorzitter van de VVD in Brussel en in België en adviseur van de Vlaamse Parkinson Liga. 
Hij werd in 2017 door het platform euknowhow.eu beschouwd als een van de meest invloedrijke Nederlanders in Brussel.
In 2016 werd hij door koning Willem-Alexander benoemd tot Ridder in de Orde van Oranje-Nassau.
Sinds 18 september 2023 is Russchen ambassadeur van de Parkinson Alliantie Nederland.

## Werken
- Het Oliemannetje - Toplobbyist in Europa (2014)
- #Post uit Brussel (2015)
- The Fixer (2016)
- De reis van mijn leven in 51 anekdotes (2021)